# おかけんた・ゆうた
おかけんた・ゆうたは、日本の漫才コンビ。

## プロフィール
- おか けんた（本名：龝山 隆（あきやま たかし）、1961年3月28日 - ）
  - 大阪府大阪市住吉区（現・住之江区）出身。血液型O型。立ち位置は右。
  - ドナルドダックの声のモノマネ（自分の頬や唇を掴んで揺らしながら発声する）、『ええ声ぇ～♪』と言って美声を響かせるギャグなどを持つ。「学生時代は合唱団に所属していた」と言ってヨーデルを披露するネタがあるが、本人曰く合唱団所属は嘘である。黒ブチ眼鏡がトレードマークだが、伊達眼鏡である（プライベートでも着用している）。
- おか ゆうた（本名：井元 保則（いのもと やすのり）、1962年6月11日 - 2023年8月22日）
  - 鹿児島県出身。新東淀中学校卒業（大阪市東淀川区）。血液型A型。立ち位置は左。既婚、3子あり。
  - 坊主頭としゃがれ声がトレードマーク。芦屋雁之助演じる山下清・島木譲二・今くるよなどのモノマネが得意。
  - 1981年に吉本新喜劇に入団している。デビュー当時からぽっちゃり体形であったが、晩年は激やせぶりが目立った。亡くなる前は週に3回透析を行っていた[1]。
  - 2023年8月22日、脳内出血のため大阪市で死去。61歳没[1]。

## 略歴
1981年11月、ゆうたは吉本新喜劇で活動していた岡八郎（当時）に弟子入りし、新喜劇に出演し活動していた。1982年4月、けんたは吉本総合芸能学院1期生に入学し、NSC卒業後はうめだ花月の進行係を務めていた。1983年3月1日に、けんたも岡八郎（当時）に弟子入り、ゆうたとのコンビ「龝山・井元」を結成、同年6月、なんば花月上席「フレッシュコーナー」で初舞台を踏む。
すぐにNSCの初代校長・冨井善則の命名で「きつね・たぬき」となったが岡が反対し、中日劇場に楽屋で酔っぱらった岡が「お前らの名前は「きつねとうどん」や！！」と言われ、「きつね・うどん」となって3度ほど舞台に出るも再び改名することになり、岡の長男と長女の名前を一字ずつ取って「岡けん太・ゆう太」となった。
同世代のダウンタウン・ハイヒール・トミーズらと共に活動し、1986年5月に心斎橋筋2丁目劇場が開場すると、ダウンタウンらと共に同劇場の看板芸人たちで構成される「2丁目探検隊」のメンバーに選ばれた。
1987年4月にスタートした、毎日放送の夕方帯番組「4時ですよーだ」にレギュラー出演し人気を獲得。1989年9月、ダウンタウンの東京進出に伴い番組が終了した後は、2丁目劇場を卒業してなんばグランド花月などを本拠地にし、舞台を中心に活動している。1992年にコンビ名を「岡けん太・ゆう太」から「おかけんた・ゆうた」に改めた。
その後も舞台での漫才を中心に活動し、1999年には上方漫才大賞を受賞。ただ、ゆうたが晩年は体調を崩したこともありコンビとしての活動は2020年頃からほぼ休止状態となり、2023年8月22日にゆうたが死去。その直前である8月15日に行われたライブイベントで久々に漫才を披露したのが最後のコンビ活動となった。

## エピソード
- ABCラジオファンキーズで共演したC-C-B・渡辺英樹と賭けをして勝ち、アルバム「走れ☆バンドマン」のタイトル曲（インスト）の一部に漫談で参加している。
- けんたは物を食べるのが非常に遅く、ダウンタウンの松本人志曰く「一緒に飯に行くと遅すぎてイライラする」という。本人曰く「食はひとつの祭りや!」とゆっくり味わうことにこだわりがあるという。
- ハイヒールリンゴ曰く、けんたの自宅に電話をかけると必ず「兄です」と言って見知らぬ男性が出るという。
- 2丁目劇場が閉鎖される際の特番において、ゆうたは2丁目劇場に出演していた頃ダウンタウンの浜田雅功に「華がない」と言われたことを根に持っている旨を話していた。
- 兄弟子のオール巨人がブログで2014年3月22日に、自身の闘病生活を綴った『さいなら！C型肝炎』が発売されることから、「プレゼント第一号は、今朝楽屋に来たらロビーのソファーに座ってた！我が岡八朗一門の弟弟子の けんた・ゆうた君の、ゆうた君に第一号プレゼント」と書いている[3]。

## 出演

### テレビ
- 4時ですよーだ（1987年 - 1989年、毎日放送/関西ローカル）
- 素敵!KEI-SHU5（1988年10月 - 1989年3月、関西テレビ/関西ローカル）
- 金曜いきいきタイム（1997年4月 - 2002年3月、サンテレビ）- けんたのみ出演。
- 「はぐれ刑事純情派」第16シリーズ 第1話（2003年、テレビ朝日）けんたのみ出演。
- ツッコメディ!痛快パラダイス→なんやモー目茶苦茶屋→特ダネ野郎えぇチーム→1、2、駐在さんダァ～!!（朝日放送）- ゆうたのみ出演。
- っちゅ〜ねん!（毎日放送）- けんたのみ出演。
- 満開!ハッスル家族（毎日放送）
- ひるカフェ（2009年 - 2013年、サンテレビ）- けんたのみ出演。

### ラジオ
- おっと!モモンガPart2 おもしろREVOLUTION（1985年10月 - 1986年5月、ラジオ大阪）- けんたのみ出演
「おっと!モモンガ」のリニューアル後に、ダウンタウンと共に金曜日を担当。
- ABCラジオファンキーズ（1988年、朝日放送ラジオ）火曜日2部
- けんた・ゆうたのクイズスーパーカップ（ラジオ大阪）

### CM
- カイゲン 改源（1988年）
- 朝日新聞 朝日新聞広告ページ（1990年）
- 電通 電通CR懇話会 電通（1991年）
- 大阪市（1994年）
- 大同生命（1998年）
- 江崎グリコ えびせん・じゃこせん（1999年）

### ゲーム
- マカロニほうれん荘インタラクティブ（1995年、東芝EMI） - 「後藤熊男」役でゆうたのみ出演

## 受賞歴
- 1987年 第17回NHK上方漫才コンテスト 優秀賞
- 1997年 第32回上方漫才大賞 奨励賞
- 1999年 第34回上方漫才大賞 大賞